# Hylocryptus

Hylocryptus es un género obsoleto de aves paseriformes perteneciente a la familia Furnariidae que agrupaba a dos especies nativas de Sudamérica. Son conocidas popularmente como ticoticos. Como resultado de sólidos estudios morfológicos y filogénicos, las dos especies anteriormente incluidas en el presente género fueron transferidas para Clibanornis.

## Taxonomía
Los sólidos estudios morfológicos y genéticos conducidos por Derryberry et al (2011) y Claramunt et al (2013) demostraron que de las dos especies que entonces componían el presente: Hylocryptus rectirostris, el ticotico cabecirrufo oriental, era hermana de Clibanornis dendrocolaptoides; e Hylocryptus erythrocephalus, el ticotico cabecirrufo occidental, era hermana de las entonces Automolus rubiginosus y Automolus rufipectus, y que este trío estaba hermanado al par anteriormente citado. Como consecuencia, se propuso la transferencia del género Hylocryptus –que se transformó en un sinónimo de Clibanornis– y de las dos especies de Automolus para Clibanornis. Los cambios taxonómicos fueron aprobados en la Propuesta N° 601 al Comité de Clasificación de Sudamérica (SACC).